# Nazariusz
Nazariusz, Nazary – imię pochodzenia łacińskiego, oznaczające "pochodzący z Nazaretu". Wśród patronów tego imienia, św. Nazariusz, męczennik z I lub III wieku.
Nazariusz i Nazary imieniny obchodzą 10 maja, 12 czerwca i 28 lipca.
Żeńskim odpowiednikiem jest Nazaria.
Znane osoby o imieniu Nazariusz:
- Nazariusz (Kiriłłow) – rosyjski biskup prawosławny
- Nazariusz (Leżawa) – gruziński biskup i święty prawosławny
- Nazariusz (Ławrinienko) – rosyjski biskup prawosławny

Zobacz też:
- Saint-Nazaire-de-Pézan
- San Nazzaro Sesia